# Фердинанд Раймунд
Фердинанд Раймунд (нім. Ferdinand Raimund, справжнє ім'я Фердинанд Якоб Райман (нім. Ferdinand Jakob Raimann; 1 червня 1790, Відень — 5 вересня 1836, Поттенштайн) — австрійський актор, театральний режисер і драматург.

## Життєпис
Фердинанд Раймунд — син богемського токаря. Після смерті батька в 1804 році проходив навчання в придворній кондитерської (сучасний Демель) і там завів перші знайомства в театральних колах, а потім кинув роботу, щоб стати актором. У 1808 році він приєднався до трупи мандрівних комедіантів і разом з ними гастролював по провінції. У 1814 році Раймунд повернувся до Відня і з успіхом грав у Театрі в Йозефштадте, де грав Франца Моора в «Розбійників» Фрідріха Шиллера. У 1817 році перейшов до складу трупи Леопольдштадтського театру, а в 1828—1830 роках керував цим театром і спробував себе як режисер.
У 1823 році відбулася прем'єра його першої п'єси «Майстер барометрів на чарівному острові». Раймунд також відомий п'єсами «Дівчина з країни фей, або Селянин-мільйонер» (1826), «Король Альп, або Людиноненависник» (1828) і «Марнотрат» (1834), написаними в традиціях австрійського народного театру.
Ім'я Фердинанда Раймунда носить заснований в 1893 році віденський театр Раймунд-театр.
Він також зображений на австрійських поштових марках 1965 і 1990 років.
Був зятем драматурга і письменника Йозефа Алоїса Глейха.